# Assoprovider
Assoprovider (Associazione Provider Indipendenti) è un'associazione di categoria che rappresenta le PMI impegnate nel settore delle Telecomunicazioni e dei Servizi Internet. Assoprovider  rappresenta oggi circa 280 aziende distribuite sull'intero territorio nazionale.
Assoprovider è nata nel 1999 per difendere gli Internet Service Provider chiedendone l'equiparazione agli Operatori di Telefonia, traguardo ottenuto con l'Approvazione della legge n. 59/2002, la cosiddetta “Legge Salvaprovider”. 
È intervenuta per prima nel dibattito sulla separazione della rete di Telecom Italia e si è espressa in favore del cosiddetto “Piano Rovati” È stata una delle parti in causa contro Telecom  davanti all'Antitrust che ha poi sancito la condanna per abuso di posizione dominante con una sanzione pecuniaria di 152 milioni di euro. Assoprovider si è ripetutamente opposta al tentativo di attribuire agli ISP funzioni di controllo sull'operato degli Utenti della Rete. Per anni ha ribadito la necessità della liberalizzazione della modalità ultimo miglio nell'utilizzo delle frequenze del Wi Fi fino ad arrivare nel 2005 al decreto Landolfi.
Recentemente l'Associazione si è scagliata contro la “nuova disciplina dell'editoria e delega al Governo per l'emanazione di un testo unico sul riordino della legislazione nel settore editoriale” che avrebbe fatto di ogni sito e blog un “prodotto editoriale” soggetto alla normativa sulla stampa, e contro l'obbligatorietà del servizio di Posta Elettronica Certificata, servizio di cui l'Associazione ha in passato aspramente criticato i criteri adottati in fase di regolamentazione ritenendoli  espressione di un "diritto al monopolio". Assoprovider ha sollevato il problema del patentino degli installatori (D.M. 314/92), che stabilisce che qualsiasi terminale debba essere collegato direttamente o indirettamente alla rete pubblica esclusivamente da una società dotata di patentino (e quindi iscritta all'albo), ritenendolo anacronistico e chiedendone l'abrogazione.
Nel 2020, nasce OpenTLC (www.opentlc.it) testata registrata al Tribunale di Benevento per realizzare un canale di comunicazione diretto Assoprovider con il mondo delle TLC e nel primo numero in uscita ad ottobre 2020 riprende il discorso della rete unica quindi il "Piano Rovati" per opporsi ad una rete unica che non sia dedicata al wholesale.
OpenTLC è stato stampato in 16 pagine colore, formato Repubblica e inviata a 16.000 utenti ovvero ai sindaci dei comuni, ai parlamentari, consiglieri regionali e a 3300 aziende iscritte al MISE e  dotate di licenza WIPS, VoIP e ISP, Nel 2021  e 2022 ci sono state la stampa del numero 2 e 3.
Nel 2021 su intuizione del suo Vice Presidente, Marcello Cama, conia il termine "Operatori di Prossimità" che dopo poco diventa un marchio registrato e diventa di fatto una definizione utilizzata da tutti nel mondo delle TLC:
Nel 2021 nasce il canale "Spotify" con 12 podcast dedicati alle battaglie della rete.
Nel 2022 Assoprovider integra la linea editoriale OpenTLC pubblicando, casa editrice Consulservice Srl, due vademecum, il primo ad uso dei Comuni sul Nuovo Codice delle Comunicazioni Europeo  e il secondo vademecum: Manuale ISP/WISP per aiutare nella difficile interpretazione delle normative.
Da Dicembre 2021 a Novembre 2022 Assoprovider organizza cinque eventi nazionali a Roma, Bergamo e Palermo, nel 2023 è prevista l'organizzazione di un evento a Napoli e uno a Milano.
Nel 2022 nasce, grazie al supporto di Labtv, il primo TG delle TLC "ASSOTG":
LabTv, di proprietà di Consulservice ed appartiene alla Dr.ssa Antonella Oliviero consigliere nazionale 2019-2023 Assoprovider, è dal 2017 la TV dell'associazione producendo in questo periodo oltre 250 video e trasmissioni tematiche.